# Ročka (šport)
Ročka je vrsta proste uteži, ki se uporablja pri športnem treningu s težo. Lahko se jo uporablja samostojno ali v parih, vsako utež v eni roki.

## Zgodovina
Predhodnik ročk, halter, je služil v antični Grčiji za dvigovanje uteži in tudi za sunek pri grški verziji dolgih skokov. Vrsta ročke je obstajala tudi v Indiji, ta je bila oblikovana kot palica, tudi "pendrek". Poimenovali so jo indijska palica. Nala, kot se je ta pripomoček imenoval, je spominjal na križanca med ročko in olimpijsko utežjo. Po navadi so jo boksarji, športniki, bodibilderji in ostali zainteresirani uporabljali v parih, da bi si povečali moč in velikost mišic.

## Vrste
V zgodnjem 17. stoletju se je že pojavila prva oblika ročke, kjer sta bili dve enako težki uteži nameščeni na nasprotnih straneh palice. Obstajajo tri vrste ročke:
- Nastavljiva ročka sestoji iz kovinske palice, v katere središčni del je pogosto vgraviran nek vzorec za izboljšanje oprijema. Ploščate uteži se nanesejo na obe strani palice, zavaruje pa se jih z zaponkami. Ročke imajo lahko tudi zglajen konec s ploščami, kjer so le-te zavarovane z vzmetmi. V današnjih časih prodajajo v trgovinah ročke, ki se jih lahko sestavi na zelo enostaven način.
- Ročka s stalno maso je utež, ki ima obliko ročke. Nedrage izvedbe sestavlja železo, ponekod prevlečeno z gumo ali neoprenom za udobje, še cenejše izvedbe pa sestavlja plastična lupina, napolnjena z betonom.
- "Izbrane" ročke so nastavljive ročke, pri katerih se število plošč (in s tem masa) lahko enostavno spreminja. To se lahko doseže s premikanjem zatiča ali številčnice, kar je lažje kot ročno dvigovati in dodajati uteži. To je zelo uporabno, če hočeš menjavati maso ročke med vajo.